# Andrea Nugent
Andrea Nugent (Montréal, 1º novembre 1968) è un'ex nuotatrice canadese.
Specializzata nello stile libero ha vinto la medaglia di bronzo nella staffetta 4x100 m misti alle Olimpiadi di Seoul 1988.

## Palmarès
- Olimpiadi

1988 - Seul: bronzo nella staffetta 4x100m mx.
- Vincitore della Coppa del Mondo di farfalla nel 1992